# Promoção

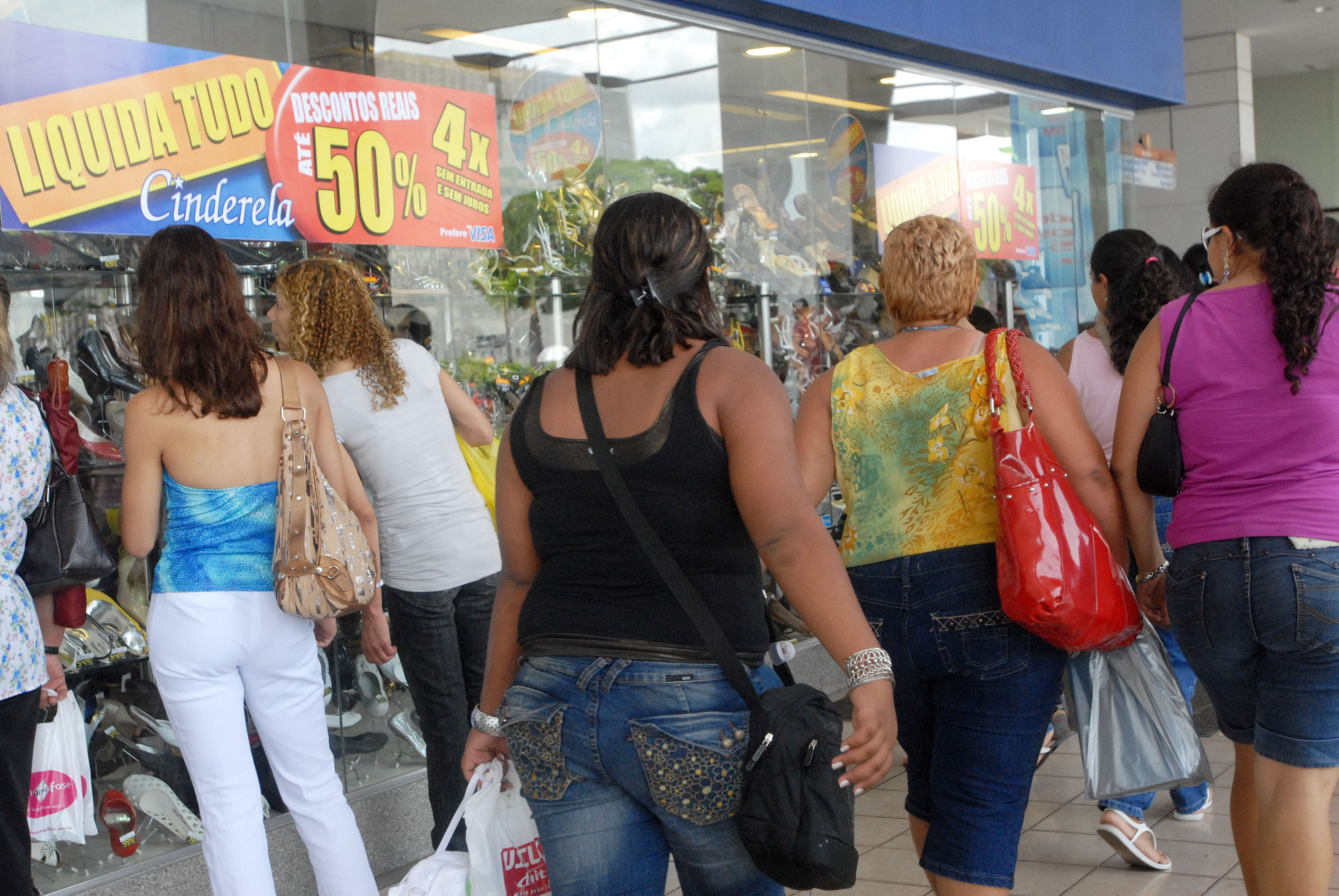
Liquidação (uma forma de promoção) em loja de Brasília.

No campo da publicidade, promoção (do inglês promotion) é qualquer ato que venha a elevar o status de um produto, indivíduo, situação, empresa etc. Não precisa envolver necessariamente remuneração prévia ou acordada. Promoção é um ramo direto da publicidade, do marketing, de relações públicas e do jornalismo, sendo este último num âmbito mais moderado e imparcial.
No Brasil, promoção também pode significar o abaixamento de preço de um produto, deixando-o mais barato que em dias convencionais.
Em Portugal, promoção também é uma técnica de marketing comercial, a qual pode resultar em baixa de preços de produtos ou oferta de algo num prazo estipulado pelo vendedor. 
Promoção também é utilizado para denominar uma ação de marketing promocional.